# Isuzu Fargo
Isuzu Fargo a fost o serie de vehicule comerciale produse de Isuzu din 1979 până în 2001. Aproximativ 1 milion de unități ale vehiculului au fost vândute în întreaga lume. În Europa, vehiculul a fost eliberat sub numele de Bedford și Vauxhall Midi. Vehiculul a fost înlocuit de Isuzu Como, iar versiunile Bedford și Vauxhall au fost înlocuite cu Vauxhall Arena. Bedford și Vauxhall Motors au înlocuit Bedford CF, dar aceste modele au fost produse unul lângă celălalt până în 1989.

## Istoric
Prima generație Isuzu Fargo a fost introdusă în decembrie 1980 cu un motor pe benzină de 1,6 și 1,8 litri și un motor diesel de 1,8 litri. De asemenea, era disponibil un motor diesel de 2,0 litri, dar inițial doar în versiunea Wagon. Versiunea comercială (van) a câștigat această opțiune începând din august 1981. Concepută foarte mult în matrița vehiculelor japoneze contemporane ale vremii, avea un motor în pardoseală. Filiala australiană a General Motors (GM), Holden a lansat vanul Isuzu Fargo în februarie 1982 sub numele de seria WFR Holden Shuttle. Versiunea originală Shuttle a fost disponibilă în variante de ampatament scurte și lungi, în combinație cu acoperișuri mici sau înalte, toate disponibile cu sau fără geamuri laterale de încărcare.
În iunie 1985, gama de modele a fost restructurată, transmisia manuală cu cinci trepte de la modelele LS și LT devenind acum standard pe modelul de bază. Un model facelifted a venit în iunie 1986, implicând relocarea badging-ului, farurilor în formă reformată și roțile din oțel nou proiectate pentru Shuttle-ul de bază. În ianuarie 1991, a fost introdus motorul diesel 4FG1 de 2,4 litri, înlocuind unitățile anterioare de 1,8 și 2,0 litri. De asemenea, s-au făcut modificări de design, atât la interior, cât și la exterior. În august 1993, turbodieselul 4FG1-T de 2,4 litri s-a standardizat în toată gama. Centurile de siguranță din spate cu trei puncte au fost acum montate pe modelele echipate cu scaune din spate, iar unitatea de aer condiționat este acum fără clorofluorocarbon (CFC).